# Sander Vossan Eriksen
Sander Vossan Eriksen (* 29. Dezember 2000) ist ein ehemaliger norwegischer Skispringer.

## Werdegang
Sander Vossan Eriksen startete erstmals am 7. und 8. Juli 2018 bei zwei Wettbewerben im österreichischen Villach im FIS-Cup, wo er die Plätze 45 und 47 belegte. Nach zwei weiteren Wettbewerbsteilnahmen am FIS-Cup startete Eriksen ein Jahr später am 5. und 6. Juli 2019 im slowenischen Kranj zum ersten Mal im Continental Cup, wo er die Plätze 36 und 31 erreichte. Seitdem sprang er regelmäßig im Continental Cup.
Bei den Nordischen Junioren-Skiweltmeisterschaften 2019 in Lahti im Januar 2019 belegte Eriksen im Einzelwettbewerb den 12. Platz. Im Mannschaftswettbewerb gewann er zusammen mit Fredrik Villumstad, Anders Ladehaug und Thomas Aasen Markeng die Silbermedaille.
Am 23. und 24. August 2019 startete Eriksen in Hakuba erstmals im Grand Prix. Hier belegte er die Plätze 26 und 31 und holte damit direkt seine ersten Grand-Prix-Punkte. Den Sommer schloss er mit fünf Punkten auf Platz 64 ab.
Für die Saison 2019/20 wurde Eriksen Teil des Teams der norwegischen Spitzensportförderung (Toppidrettssatsingen).
Im April 2023 verkündete er sein Karriereende.

## Statistik

### Weltcup-Platzierungen
| Saison  | Platz | Punkte |
| ------- | ----- | ------ |
| 2020/21 | 043.  | 063    |

### Grand-Prix-Platzierungen
| Saison | Platz | Punkte |
| ------ | ----- | ------ |
| 2019   | 064.  | 005    |
| 2020   | 013.  | 040    |
| 2021   | 087.  | 002    |